# سکوت قبرستانی
سکوت قبرستانی (به انگلیسی: Dead Calm) یک فیلم دلهره‌آور روان‌شناختی استرالیایی محصول سال ۱۹۸۹ به کارگردانی فیلیپ نویس با بازی سم نیل، نیکول کیدمن و بیلی زین است. فیلمنامه تری هیز بر اساس رمانی به همین نام نوشته چارلز ویلیامز در سال ۱۹۶۳ ساخته شده‌است. این فیلم نشان دهنده اولین اقتباس سینمایی موفق از رمان پس از سال‌ها تلاش اورسن ولز برای تکمیل فیلم خود بر اساس آن با عنوان عمیق است. در خلاصه داستان که در اطراف دیوار مرجانی بزرگ فیلمبرداری شده‌است، بر روی یک زوج متأهل متمرکز است که پس از از دست دادن پسرشان به طرز غم‌انگیزی، مدتی را در دریا منزوی می‌گذرانند، وقتی با غریبه‌ای روبرو می‌شوند که کشتی در حال غرق شدن را رها کرده‌است.

## داستان
فیلم دربارهٔ یک زوج استرالیایی با بازی سام نیل و نیکل کیدمن است که بعد از مرگ نوزادشان یه مسافرت دریایی می‌روند. در بین راه به جوانی مرموز با بازی بیلی زین که بازمانده یک کشتی غرق شده‌ است، پناه می‌دهند. در ادامه، مرد برای جستجو در کشتیِ غرق شده، همسرش را در قایق تنها می‌گذارد؛ غافل از اینکه مرد جوان روانی است و افراد کشتی اش را به قتل رسانده است. تا مرد متوجه این موضوع می‌شود و قصد بازگشت دارد، مرد روانی سکان قایقش را به دست گرفته و مسیر قایق را عوض می‌کند. اینجاست که زن و شوهر دور از یکدیگر به دنبال با هم بودن و آرامش مردۀ خویش می‌گردند.
شایان ذکر است که کیدمن و زین جوان هر دو برای اولین بار استعداد خود را در این فیلم به معرض نمایش گذاشتند.